# Попов, Игорь Викторович
Игорь Викторович Попов (род. 1938) — сотрудник советских и российских органов государственной безопасности, генерал-майор.

## Биография
Игорь Викторович Попов родился 8 мая 1938 года в городе Одессе. В 1956 году поступил во Владивостокское высшее инженерное морское училище, которое окончил в 1961 году. Работал инженером в филиале № 2 почтового ящика № 609 (Хабаровский филиал Центрального научно-исследовательского института транспортного судостроения).
В августе 1964 года поступил на службу в органы Комитета государственной безопасности при Совете Министров СССР. В 1966 году окончил Высшую школу КГБ СССР имени Ф. Э. Дзержинского. Служил в подразделении контрразведки Управления КГБ СССР по Хабаровскому краю. С 1977 года служил в разведывательной службе того же Управления, с 1983 года возглавлял её. В декабре 1986 года был назначен заместителем начальника Управления КГБ СССР по Ростовской области. В мае 1991 года возглавил Управление КГБ СССР по Камчатской области.
После распада СССР продолжил службу в системе Министерства безопасности — Федеральной службы безопасности Российской Федерации, возглавлял Управление по Камчатской области. В октябре 1995 года вышел в отставку в звании генерал-майора.
Почётный сотрудник госбезопасности. Награждён орденом Красной Звезды и рядом медалей.